# اوئه‌سوگی کاگه‌تورا
اوئه‌سوگی کاگه‌تورا (به ژاپنی: 上杉 景虎 Uesugi Kagetora)، هوجو سابورو (۱۵۵۲ – ۱۹ آوریل، ۱۵۷۹) هفتمین پسر هوجو اوجییاسو بود. او توسط اوئه‌سوگی کنشین به فرزندی پذیرفته شده بود. پس از مرگ کنشین بر سر جانشینی او بین کاگه‌تورا و فرزند خواندهٔ دیگر کنشین اوئه‌سوگی کاگه‌کاتسو درگیری رخ داد که در نهایت منجر به شکست کاگه‌تورا و انجام هاراکیری توسط او شد.

## بررسی اجمالی
اوئه‌سوگی کاگه‌تورا برادر کوچکتر هوجو اوجیماسا، ارباب ولایت ساگامی بود. اتحاد کوسو، اتحاد مابین خاندان تاکدا در ولایت کای و خاندان هوجوی اخیر زمانی که خاندان تاکدا به قلمروی خاندان ایماگاوا در سال ۱۵۶۸ حمله کرد فروپاشید.
خاندان هوجوی اخیر برای مخالفت با خاندان تاکدا،  اتحاد اتسوسو، اتحاد بین دایمیوی ولایت ساگامی، هوجو اوجیماسا و دایمیوی ولایت اچیگو، اوئه‌سوگی کنشین تشکیل داد و کاگه‌تورا در آن زمان توسط کنشین به فرزندی پذیرفته شد.
پس از مرگ کنشین و در سال ۱۵۷۹ میلادی خاندان اوئه‌سوگی پس از آن، اتحاد کواتسو، بین دایمیوی ولایت کای، تاکدا کاتسویوری و دایمیوی ولایت اچیگو، اوئه‌سوگی کاگه‌کاتسو برقرار شد و روابط بین خاندان هوجوی اخیر و خاندان اوئه‌سوگی بدتر شد، اما کاگه‌تورا همچنان در خاندان اوئه‌سوگی باقی ماند.